# Ztracený svět: Jurský park
Ztracený svět: Jurský park (anglicky The Lost World: Jurassic Park) je pokračování velmi úspěšného filmu Jurský park. Byl natočen podle stejnojmenného románu Michaela Crichtona a uveden do kin v roce 1997 a do roku 2007 získal na tržbách více než 620 milionů dolarů, čímž se dlouho řadil mezi dvacítku nejúspěšnějších filmů všech dob.

## Děj
Příběh vychází z prvního dílu a opět zde hrají hlavní roli geneticky vytvoření dinosauři, žijící na původním místě klonování, ostrově Isla Sorna, neboli „Site B“. Po krachu firmy InGen se Hammondův bezohledný synovec rozhodne dinosaury získat a převézt je na pevninu pro svůj plánovaný zábavní park v San Diegu. To ale nechce připustit Hammond a tak požádá skupinu dobrodruhů a paleontologů (včetně matematika Iana Malcolma), aby nafilmovali dinosaury v jejich přirozeném prostředí. Tak by snad mohl zapůsobit na světovou veřejnost a tím dinosaury na ostrově ochránit před vměšováním člověka. Oba týmy jsou vyslány na nebezpečné místo a mise, která zpočátku šlape podle plánu, se velmi rychle zvrhne v holý boj o přežití na ostrově plném nebezpečných zvířat z pravěku…

## Obsazení
| Jeff Goldblum        | Ian Malcolm   |
| Julianne Moore       | Sarah Harding |
| Pete Postlethwaitel  | Roland Tembo  |
| Arliss Howard        | Peter Ludlow  |
| Richard Attenborough | John Hammond  |
| Vince Vaughn         | Nick Van Owen |
| Vanessa Lee Chester  | Kelly Curtis  |
| Peter Stormare       | Dieter Stark  |
| Harvey Jason         | Ajay Sidhu    |
| Richard Schiff       | Eddie Carr    |
| Thomas F. Duffy      | Robert Burke  |
| Joseph Mazzello      | Tim Murphy    |
| Ariana Richardsová   | Lex Murphy    |
| Camilla Belle        | Cathy Bowman  |

## Dinosauři ve filmu

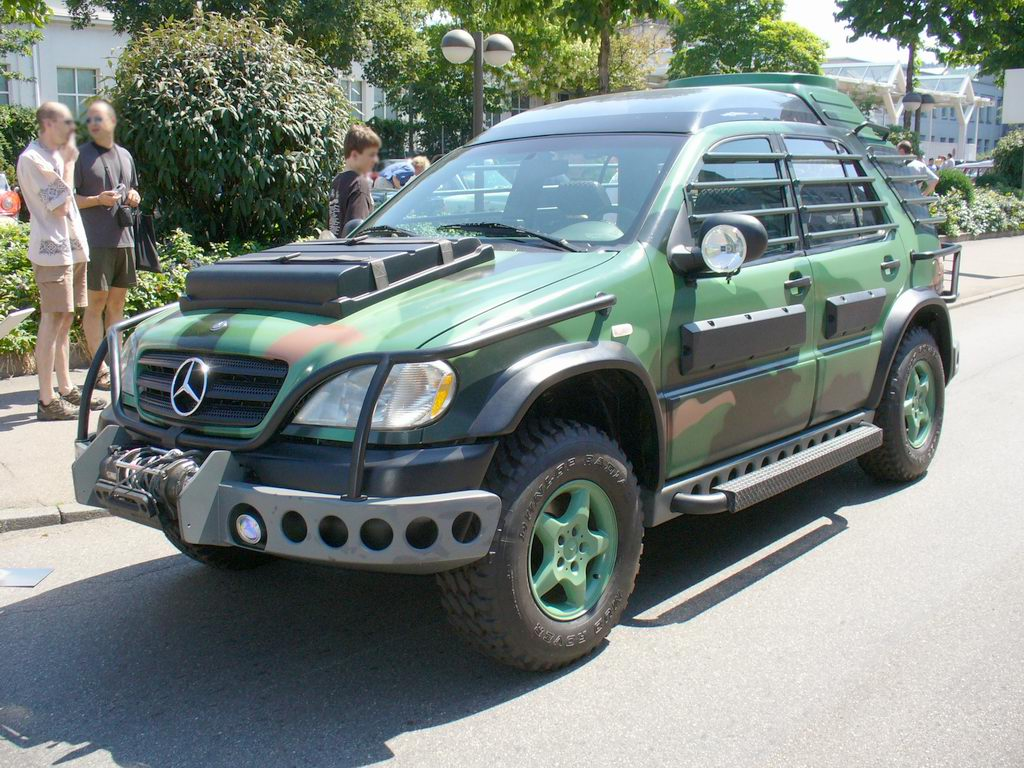
Terénní Mercedes-Benz W163, který se objevuje ve filmu

V tomto filmu se představují někteří dinosauři, známí již z prvního dílu, i zcela nové rody. Jsou to Tyrannosaurus rex, Triceratops, Stegosaurus, Pachycephalosaurus, Parasaurolophus, Procompsognathus, Velociraptor, Gallimimus a sauropod Mamenchisaurus. V závěrečné scéně se také objeví velký létající plaz (ptakoještěr) Pteranodon.
V původním románu Michela Crichtona Ztracený svět (Crichton) se navíc objevují také dinosauři rodu Ornitholestes, Carnotaurus, Apatosaurus,Maiasaura, Mussaurus a Hypsilophodon.

## Počítačové hry
Na originální děj tohoto filmu (ale i prvního dílu JP) navázala především akční počítačová hra Trespasser, vydaná v roce 1998, a několik dalších her.